# Chorizanthe biloba
Chorizanthe biloba är en slideväxtart som beskrevs av George Jones Goodman. Chorizanthe biloba ingår i släktet Chorizanthe och familjen slideväxter. Utöver nominatformen finns också underarten C. b. immemora.